# 軍械法證課
軍械法證課（俗稱軍火專家；英文：Forensic Firearms Examination Division，縮寫：FFED），隸屬於香港警務處刑事及保安處刑事部鑑證科，是香港政府的軍械及子彈驗證機關；亦負責為警務處評估槍械和子彈的性能及試驗防彈衣等等。該科亦是一個總儲存庫，專門儲存在沒有起出槍械的刑事案件中所檢獲的用過子彈，用來與所有起出的槍械和在刑事案件中所發射過的彈械核對。軍械法證科擁有最先進和最高科技的設備儀器，為世界上最先進和最優秀的軍械法證單位之一。
軍械法證科接受過美國罪案實驗室主管協會實驗室評審委員會評審，委員會審核每一所實驗室的管理、運作、人員水平、程序、設備、保安、健康及安全等，與世界上被評價為最佳的實驗室比較，然後作出評估。軍械法證科在品質保證、訓練、測試、方法學、管理及法庭提證各方面都達至卓越的水平。評審委員會在3個類別中的兩個類別給予軍械法證科滿分，餘下一個給予98分。

## 組織
軍械法證科由一名警司出任主管，下設3名總督察和兩名高級督察。

### 歷任主管
- 陳紹基警司（？至今）

## 歷史
1995年，軍械鑑證課更名為軍械法證科（英文：Forensic Firearms Examination Bureau，縮寫：FFEB），進行全面性的改革，包括添置最新進的設備，務求在更短時間內進行極為複雜的軍械法證事務。目前，用於處理每宗化驗所須時間，由從前的數個月縮減至數日；火藥殘餘物的分析，則由以往的3至6個月縮減至38小時內完成；至於涉案槍械與槍擊案件索引校對的過程，由以往的2個月縮減至1小時內完成。
2010年代，軍械法證科併入鑑證科，更名為軍械法證課。

## 設備
- 校對顯微鏡，以電腦科技協助校對子彈來福線與彈殼的條紋。
  - X光分器電子顯微鏡，配合全自動的電腦軟件，用於分析香港罪犯慣用的中國大陸及東歐製造的子彈。
- 光普分析儀，可以多波長光源把留在衣物上細微的火藥痕跡顯現出來，所有影像皆可以被捕捉、輸入及儲存於數碼影像顯示系統。
- 來福線電腦校對系統，可把已發射的子彈和彈殼上的痕跡變成數碼化影像[2]。
- 整合式彈道辨識系統（英文：Integrated Ballistics Identification System，IBIS TRAX-3D[3]），於2010年8月引入，價值600萬港元，為現時全球最先進的彈道辦識系統，用以取代人手比對，可快速鑑證大量槍械及子彈[4]。整合式彈道辨識系統會對於槍械打出的子彈和彈殼上發現的獨一無二細微標記，用以雷射掃描，以數據儲存彈道資料，再自動與以前輸入的彈道證據資料庫作比對，方便人員排列出最有可能匹配的紀錄。整合式彈道辨識系統完全一顆子彈的取證只須20分鐘，比起傳統的顯微鏡最快1小時，甚至數天才可完成快上幾倍[5]。

## 大事記
- 馬尼拉人質事件

## 相關參見
- 鑑證科